# هورس کریک (وایومینگ)
هورس کریک (به انگلیسی: Horse Creek) یک منطقهٔ مسکونی در ایالات متحده آمریکا است که در شهرستان لارامی، وایومینگ واقع شده‌است. هورس کریک ۱٬۹۸۳٫۰۵ متر بالاتر از سطح دریا واقع شده‌است.